# ナイスミディパス
ナイスミディパスとは、かつてJR各社で発売されていた旅客鉄道線全線・全列車が連続する3日間乗り放題となる、特別企画乗車券（「トクトクきっぷ」）である。

## 概要
日本国有鉄道（国鉄）時代の1983年（昭和58年）3月に発売開始。普通車用とグリーン車用があり、それぞれ2人用と3人用があった。
普通車用は国鉄・JR全列車の普通車自由席・指定席のほか、山陽新幹線の4人用普通個室、青函連絡船・宇高連絡船（ホバークラフトを含む）・宮島連絡船の普通船室が利用可能であった。グリーン車用は普通車用の有効範囲に加え、国鉄・JR全列車のグリーン車（グリーン個室は除く）、特急「雷鳥」の和風電車「だんらん」、B寝台車、青函・宇高連絡船のグリーン船室が利用可能であった。
ただし、A寝台、青函連絡船の寝台はグリーン車用であっても利用不可であった。また東海道・山陽新幹線の「のぞみ」は券種を問わず、智頭急行や北越急行といったJR線から直通列車が運行される私鉄・第3セクター路線や、国鉄バス・JRバスでは利用不可であった。
全国の駅レンタカーや、JRホテルグループ加盟各ホテルでの料金の割引などのサービスがあった（要事前申込み）。
2005年（平成17年）から普通車用のみの発売となり、2009年（平成21年）からJRグループ共通商品見直しのために廃止された。

## 対象者
30歳以上の女性2人または3人のグループで、同一行程で旅行する場合。2人用・3人用を複数枚組み合わせて購入することで、4人以上の人数でも利用できる。

## 発売・利用期間
毎年、春から秋にかけて発売されていた。発売期間は3月6日から9月28日まで、利用期間は4月6日から9月30日までである。ただし4月27日から5月6日の間と、8月11日から8月20日までの間は利用できなかった。

## 価格
- 普通車用は発売最終年（2008年）時点で2人用が57,100円、3人用が85,650円（1人あたりに換算すると28,550円）。
- グリーン車用は発売最終年（2004年）時点で2人用が77,400円、3人用が116,100円（1人あたりに換算すると38,700円）。

## CMキャラクター
- 菅井きん・野際陽子・泉ピン子（1986年～1988年）

ある訳あり女性3人が共にナイスミディパスを使って日本縦断旅行をするという内容のドラマ「ドラマスペシャル　旅よ恋よ女たちよ」が、この3人主演によりNHKで1985年1月5日の夜に放送されている。
- 竹下景子・桃井かおり（1989年）

## 同種の商品
- フルムーン夫婦グリーンパス（2人の年齢の合計が88歳以上の夫婦が対象。利用期間がほぼ正反対になっていた）